# Fiscalía del País Vasco
La Fiscalía del País Vasco o Fiscalía Superior del País Vasco es el órgano del poder judicial que ejerce la jefatura y representación del Ministerio Fiscal en la comunidad autónoma del País Vasco (España). Tiene su sede en la villa de Bilbao.

## Historia
La Fiscalía del País Vasco fue creada por el Real Decreto 1754/2007, de 28 de diciembre (BOE de 31 de diciembre de 2007), siendo su antecedente más directo la Fiscalía del Tribunal Superior de Justicia del País Vasco, que estuvo dirigida por el fiscal jefe de la comunidad.

## Fiscal superior
La Fiscalía del País Vasco está dirigida por el fiscal superior del País Vasco, quien asume la representación y jefatura del Ministerio Fiscal en todo el territorio de la comunidad autónoma, sin perjuicio de las competencias que corresponden al fiscal general del Estado. La actual titular es, desde 2017, Carmen Adán del Río.

## Sede
La Fiscalía del País Vasco, máximo órgano del Ministerio Fiscal en la comunidad autónoma, tiene su sede en el Palacio de Justicia de Bilbao.